# 圖阿雷格人
圖阿雷格人（Tuareg，/ˈtwɑːrɛɡ/，或拼寫為Twareg、Touareg等；自稱Imuhaɣ、Imušaɣ、Imašeɣăn、Imajeɣăn等）是一個柏柏爾族群，主要居住在從利比亞西南部到阿爾及利亞南部的廣大地區的撒哈拉沙漠、尼日爾、馬里和布基納法索。 尼日利亞北部也有傳統的游牧圖阿雷格人。
圖阿雷格人講圖阿雷格語言，屬於亞非語系柏柏語族。
他們是信奉伊斯蘭教的半游牧民族，是北非土著柏柏爾社群的後裔。 圖阿雷格人因在北非和鄰近的薩赫勒地區傳播伊斯蘭教而受讚譽。
圖阿雷格社會傳統上以每個政治聯盟內的氏族成員身份、社會地位和種姓等級制度為特徵。 圖阿雷格人控制了多條跨撒哈拉貿易路線，在殖民時代和後殖民時代一直是撒哈拉地區衝突的重要參與者。 一些研究人員將圖阿雷格人的起源與公元前1千年至公元 5 世紀居住在費贊（當地今屬利比亞西南部）的加拉曼特人的衰落聯繫起來。

## 簡介
雖說是柏柏爾人的一系，但圖阿雷格人與其他柏柏爾人不大相同的關鍵點，在於他們是今日僅存還在使用提非納字母（Tifinagh）的柏柏爾人。由於圖阿雷格人的分佈零星分散，唯一可以作為族群認同的就只剩文字與使用該種文字的語言，塔瑪舍克語（Tamasheq），因此他們稱呼自己為「Kel Tamasheq」，意指「說塔瑪莎克的人們」。
至於「圖阿雷格」（Tuareg）這個名字本身的起源或意義則有幾種說法，它可能源自利比亞的費贊（Fezzan），該地區的古名稱為塔爾加（Targa），是該部族的人民分佈的區域之一。圖阿雷格在阿拉伯文中稱為「Targui」，很有可能就是一個起源於塔爾加谷地的名字。除此之外，圖阿雷格也可能起源於阿拉伯文中的「Tawariq」之貝都因語（Bedouin）發音，意指「被神遺棄的人們」（複數，其單數型態稱為「Tarqi」）。

## 歷史

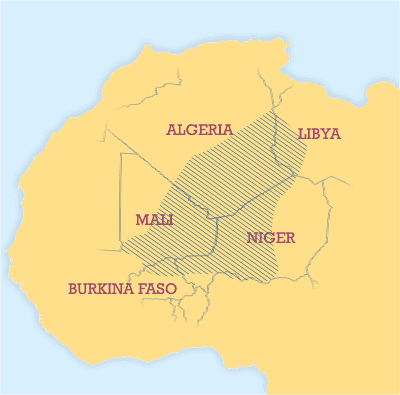
圖阿雷格人的分佈區域

圖阿雷格人是居住在今日利比亞地區的古代柏柏爾人之後裔，西方文化中最早提及圖阿雷格存在的紀錄，可以回溯到古代希臘歷史學家希羅多德（西元前484年～前420年），在他編輯的史典中提及古代的利比亞民族加拉曼特人（Garamantes）。現代圖阿雷格人是加拉曼特人的後裔，他們從加拉曼特帝國原本位於利比亞費贊的根據地慢慢擴散開來，往南遷徙，並且散佈到撒哈拉沙漠南緣的薩赫勒地帶（Sahel，撒哈拉沙漠與南方肥沃平原間的帶狀半乾燥地區）。
在過去圖阿雷格人曾一度宰治撒哈拉沙漠南北的奢侈品與奴隸貿易，利用五條縱貫沙漠的貿易路線連接撒哈拉沙漠以南的大城市，與非洲北邊的地中海沿岸。相對於西非地區膚色黝黑的人種，棕色皮膚的圖阿雷格人在外表上還是有極大的落差，在法國開始在北非與西非地區殖民之前，圖阿雷格人曾奴役過許多西非民族，將他們當作奴隸與其他民族交易，或者將沒有賣掉的其他西非民族作為奴僕，並且漸漸地被同化進圖阿雷格的族群中。因此以某個層面來說，奴隸制度對於圖阿雷格的生活型態具有非常關鍵的意義。所以，當法國開始殖民非洲，並且廢除掉殖民區域內的奴隸制度後，也連帶地影響到了圖阿雷格人的生活方式。許多原本遊牧而居的圖阿雷格人被迫遷入都市城鎮定居，而逐漸失去該民族的文化特性。
在19世紀末法國大規模地擴張在西非地區的殖民地範圍，在這段期間位於今日馬利與尼日境內的圖阿雷格人以武力抵抗法國的殖民，直到1905年時才簽訂了馬利地區的和平協定，尼日則是在1917年時跟進，但這也奠定了該民族驍勇善戰的既定印象。在同時，法國勢力也進入阿爾及利亞南部，遭遇到由阿哈加爾圖阿雷格（Ahaggar Tuareg）部落傳奇性的年輕首領（稱為Amenokal）——穆薩·阿克·阿瑪斯丹（Moussa Ag Amastan，1887年 - 1921年）——所率領的武力抵抗，在歷經過數場作戰之後法國終於成功地將該地區佔領，收為保護國。在法國瓦解整個圖阿雷格國家之前，這裡原本存在著一個由許多圖阿雷格部族所組合成的鬆散邦聯國家，每個組成邦聯的主要團體都由一位傳統首領（Amenokal）所率領，首領之下有一群部族領導，稱為貴族（複數：Imgharan，單數：Amghar，都是由戰士出身的少數族群）。而組成圖阿雷格邦聯的部族，則包括：Kel-Ahaggar，Ajjer，Kel-Ayr，Adrar N'Fughas，Iwellemidan，與Kel Gres。
1960年代的民族自覺風潮中，歐洲國家的海外殖民地紛紛脫離殖民母國而獨立。然而當母國在協調劃分這些殖民地獨立國時，沒有顧慮到民族分佈界線的問題，導致今日圖阿雷格人被迫分散在西非與北非地區數個國家境內，並且經常遭到部分國家主要族群壓迫式的排擠，甚至以種族淨化的名義殘害而漸漸受到國際社會注意。傳統圖阿雷格的領土存在於今日尼日、馬利、阿爾及利亞、利比亞、與布吉納法索等國家境內。
2012年4月6日，马里北部的圖阿雷格人地区片面宣布独立，成立阿扎瓦德独立国，首都加奥，但新成立的國家並沒有立刻受到國際社會的承認。

## 文化與社會
圖阿雷格人是一個母系社會（matrilineal）的民族，但並非母權社會（matriarchal）。雖然主要是信奉伊斯蘭教，但是迥異於其他伊斯蘭文化，圖阿雷格人並沒有女性需要蒙面的傳統，相反的在圖阿雷格社會中，年滿25歲的男性才需要配戴面紗。圖阿雷格的男性傳統上佩帶著5公尺長的藍紫色面紗，稱為Tagelmust，根據他們的信仰認為這面紗能替其阻擋所有的邪靈，因此縱使在女性家人的面前也不能拿下，但一般認為，佩帶面紗的傳統應該是起因於為了抵禦沙漠地區強大的風暴。由於深藍色面紗對於該民族的重要，使得其間接也變成圖阿雷格民族的識別象徵，而往往又被稱為「沙漠中的藍人」。
傳統上的圖阿雷格社會是階級制的社會，在過去他們的社會中也曾存在著奴隸階級，稱為Iklan。Iklan的後裔在今日已經成為圖阿雷格族群很大的一部份，不過，因為他們的祖先原本是被圖阿雷格人征服捕捉的深膚色西非人種，因此雖然他們也同樣使用塔瑪舍克語言，但卻與一般的圖阿雷格人不盡相同。整個圖阿雷格的族群大致又可分為北部沙漠區的圖阿雷格商旅，與南部旱地區內相對上比較安定的遊牧牧人，雖然在過去北部商旅擁有比較高的社會地位，但是隨著時代的改變遊牧的圖阿雷格人漸漸變得比經商的族人（相對上地）富有，因此這個傳統的社會地位差別也被扭轉。
由於生活環境的改變，例如沙漠邊緣的半乾燥旱地因為沙漠化的緣故而逐年消失，很多圖阿雷格人也被迫放棄他們長期以來的遊牧生活型態，遷入固定的城市村落中定居，或經營農業耕種，而逐漸失去民族特色。
他們會玩一種類似直棋的棋類，稱為圖阿雷格直棋。

## 信仰
自16世紀起阿拉伯人入侵北非西部之後，就將伊斯蘭教的信仰傳入圖阿雷格的文化中。圖阿雷格的伊斯蘭信仰基本上是一種遜尼派伊斯蘭信仰與傳統物魅崇拜（animistic）信仰的合體，他們傾向接受伊斯蘭的慶典方式，但是並不依循伊斯蘭信仰中很常見的齋戒風俗。

## 其他
- 德國汽車大廠大众汽車（Volkswagen）在2002年時發表了一款以圖阿雷格為名的越野車產品福斯Touareg，並且積極贊助該族人的生活改善工作。該車款在世界各國的熱賣間接地使得這民族的名字更為民眾所熟知。
- 早些时候，意大利的著名汽车设计工作室博通（Bertone）也曾开发过一款同样叫做圖阿雷格的概念车，不过该车最终没有量产，与之后福斯汽車的Touareg事实上也没有什么联系。